# Магаданская городская дума
Магаданская городская дума - представительный орган местного самоуправления столицы Магаданской области. Она формирует нормативно-правовую базу города, контролирует исполнение бюджета и представляет интересы жителей на муниципальном уровне.

## История
Становление самоуправления в Магадане начинается с создания в 1930 году Нагаевского поселкового совета, первого органа управления этой территории. Весной 1931 года председателем стал Иннокентий Кочнев. Первые выборы в городской Совет народных депутатов прошли 21 декабря 1947 года, и в него вошли 70 депутатов из разных слоев общества. Совет активно занимался планированием застройки города и развитием его инфраструктуры.
С 1977 года городская Дума стала называться Магаданским городским Советом народных депутатов и выполняла функции органа государственной власти. В 1990 году был создан постоянно действующий городской Совет.
В 1993 году после реформы представительных органов власти система Советов была упразднена, и функции перешли к местным администрациям. С тех пор в Магадане органами местного самоуправления стали глава администрации города и городская Дума, депутаты которой работают на общественных началах. В это время главой городского самоуправления был назначен Николай Борисович Карпенко.
Первое избрание Магаданской городской Думы состоялось 30 июня 1994 г., после повторных выборов, проведённых 5 июня (первый тур сорвался из-за низкой явки). 2005 г. Дума получила статус юридического лица, избрала первого председателя (В. П. Фролов) и утвердила новый Устав города. С января 2020 г. депутаты и горожане поддержали переход от смешанной системы к полностью мажоритарной с сокращением числа парламентариев — вместо 28 избираются 21 депутат по одномандатным округам.
Ключевые полномочия городской думы:
- утверждение бюджета и отчёта о его исполнении;
- установление местных налогов и сборов;
- распоряжение муниципальной собственностью;
- утверждение генерального плана, правил землепользования и застройки;
- назначение выборов мэра, депутатов и местных референдумов;
- контроль работы мэрии и муниципальных предприятий.

## Текущий созыв
Сейчас свою деятельность осуществляет VII созыв. Число депутатов: 21 (все избираются в округах на 5 лет). Председатель — Сергей Владимирович Смирнов. Большинство в думе принадлежит «Единой России».